# Пјер Герин де Монтеги
Пјер Герин де Монтеги (умро 1230) био је велики мајстор Хоспиталаца 1207—1228. године.

## Биографија
Монтеги је интервенисао у Јерменији приликом напада иконијског султана Сулејмана и помогао хришћанском становништву. Истакао се у Петом крсташком рату, а посебно у опсади Дамијете. Након пропасти похода, Монтеги је обишао Европу тражећи помоћ. По повратку у Палестину посредовао је у спору између Темплара и Хоспиталаца. Године 1228. убедио је папу да раскине мир са муслиманима. Међутим, одбио је да учествује у војсци немачког цара Фридриха. Умро је у Палестини 1230. године.